# ボルゴ・ヴェーネト
ボルゴ・ヴェーネト（伊: Borgo Veneto）は、イタリア共和国ヴェネト州ヴィチェンツァ県にある、人口約7,000人の基礎自治体（コムーネ）。
2018年2月17日にメリアディーノ・サン・フィデンツィオ、サレットとサンタ・マルゲリータ・ダーディジェが合併して発足した。

## 地理

### 位置・広がり

#### 隣接コムーネ
隣接するコムーネは以下の通り。括弧内のVIはヴィチェンツァ県所属を示す。
- カザーレ・ディ・スコドージア
- メリアディーノ・サン・ヴィターレ
- モンタニャーナ
- ノヴェンタ・ヴィチェンティーナ (VI)
- オスペダレット・エウガーネオ
- ポイアーナ・マッジョーレ (VI)
- ピアチェンツァ・ダーディジェ
- ポンソ

### 気候分類・地震分類
ボルゴ・ヴェーネトのイタリアの気候分類 (it) および度日は、zona E, 2487 GGである。
また、イタリアの地震リスク階級 (it) では、zona 3 (sismicità bassa) に分類される。

## 行政

### 分離集落
ボルゴ・ヴェーネトには、以下の分離集落（フラツィオーネ）がある。
- Dossi, Megliadino San Fidenzio, Prà di Botte, Saletto, Santa Margherita d'Adige, Taglie